# ایستگاه رادیویی گریمتون
ایستگاه رادیویی گریمتون (انگلیسی: Grimeton Radio Station) یک ایستگاه تلگراف بی‌سیم با موج بلند قدیمی در جنوب سوئد، نزدیک واربره در هاللاند است. بین سال‌های ۱۹۲۲ و ۱۹۲۴ ساخته شد و از دهه ۱۹۲۰ تا ۱۹۴۰ برای ارسال پیام‌های کد مورس به آمریکای شمالی و سایر کشورها استفاده می‌شد. در طول جنگ جهانی دوم، این تنها راه سوئد برای برقراری ارتباط با سایر نقاط جهان بود. این آخرین نمونه از فناوری فرستنده رادیویی اولیه به نام آلترناتور الکساندرسون است.
در سال ۲۰۰۴ به فهرست میراث جهانی یونسکو اضافه شد زیرا نشان دهنده توسعه فناوری ارتباطات پس از جنگ جهانی اول است. همچنین بخشی از مسیر میراث صنعتی اروپا است. فرستنده هنوز کار می‌کند و سیگنال‌های آزمایشی را در روزی به نام روز الکساندرسون ارسال می‌کند. آنتن ایستگاه بسیار طولانی است و در فرکانس ۱۷٫۲ کیلوهرتز بهترین عملکرد را دارد. این آنتن دارای شش دکل بلند است که برای انتقال بهتر سیم بین آنها قرار دارد. این طراحی قدیمی به ایستگاه کمک می‌کند تا پیام‌ها را کارآمدتر ارسال کند.